# Слезак, Эрика
Эрика Слезак (англ. Erika Slezak; род. 5 августа 1946, Голливуд, Калифорния) — американская актриса, известная по своей роли Виктории Лорд в телесериале «Одна жизнь, чтобы жить».

## Жизнь и карьера
Эрика Слезак является дочерью актёра Вальтера Слезака, внучка актёра Лео Слезака.В возрасте 17 лет она была принята в «Королевскую академию драматического искусства», одну из самых известных театральных школ в мире, став одним из самых молодых учеников когда-либо учившихся в ней.
Слезак наиболее известна по своей роли Виктории Лорд в мыльной опере «Одна жизнь, чтобы жить», в которой снималась на протяжении сорока лет. Она участвовала в шоу с 1971 по 2012 год, вплоть до финала, в 2013 году вернулась к роли в сериале-возрождении.
Слезак принадлежит абсолютный рекорд среди актрис дневного телевидения с шестью победами на «Дневной премии Эмми» в главной категории «Лучшая актриса в драматическом сериале». Хотя Слезак никогда не достигала статуса телезвезды она считается одной из лучших актрис дневного телевидения в США.
4 августа 1978 года Эрика вышла замуж за Брайана Дэвиса, от которого родила сына Майкла Дэвиса (р. 1980) и дочь Аманду Элизабет Дэвис (1981 — 29 января 2024).

## Фильмография
| Год       | Название на русском    | Название на английском | Роль                         | Примечания   |
| --------- | ---------------------- | ---------------------- | ---------------------------- | ------------ |
| 1996      | Замкнутый круг         | Full Circle            | Джин Робертс                 |              |
| 2001      | Охотники за нечистью   | Special Unit 2         | мать Ника О’Мэлли            |              |
| 1971-2012 | Одна жизнь, чтобы жить | One Life to Live       | Виктория Дэвидсон Бэнкс Лорд | Главная роль |
| 2013 -    | Одна жизнь, чтобы жить | One Life to Live       | Виктория Дэвидсон Бэнкс Лорд | Главная роль |

## Награды и номинации
- Дневная премия «Эмми» за лучшую женскую роль в драматическом сериале — победы: 1984, 1986, 1992, 1995, 1996, 2005.
- Дневная премия «Эмми» за лучшую женскую роль в драматическом сериале — номинации: 1983, 1988, 2012.